# Condillac, Drôme
 Condillac  là một xã thuộc tỉnh Drôme trong vùng Auvergne-Rhône-Alpes đông nam nước Pháp. Xã Condillac, Drôme nằm ở khu vực có độ cao từ 150-576 mét trên mực nước biển.